# 朝鮮コンピューターセンター
朝鮮コンピューターセンター（ちょうせん-、朝鮮語: 조선콤퓨터쎈터、Korea Computer Center、KCC）は、朝鮮民主主義人民共和国（北朝鮮）のコンピュータ技術、IT技術のための国営の研究・開発機関。金日成主席と金正日（当時、書記）と金正男の主導で、1990年10月24日に創立された。平壌市万景台区域にある。平壌コンピュータ工業としても知られているが、正しくは繊維メーカーである平壌紡績との合弁会社であり、誤りである。

## 概要
朝鮮コンピューターセンターは、傘下に、開発部門および生産部門と品質管理センター、情報サービスセンターなどの開発支援部門（計8か所）と、北朝鮮国内に平壌情報センター（PIC）及び各道に地域情報センター（計11か所）を置き、操作システムとネットワーク、操作および信号処理、生体情報処理、情報保安をはじめ、各分野のソフトウェア及びハードウェア製品を開発、生産、普及し、国内の重要なソフトウェア開発を支援する活動を指導する役割をしている。 
また、「朝鮮コンピューターセンター情報技術大学」や「朝鮮コンピューターセンター博士院」、「情報技術講習所」などの傘下の養成機関で技術者を人材養成している。約1200名の労働者が勤務しており、約800名の研究者で構成されている。このうち100名は博士号所有者である。
朝鮮コンピューターセンターは、ドイツ、中国、シリア、アラブ首長国連邦などに支社と合弁会社、販売所を置いて対外市場に進出しており、国内外の有名な情報技術関連会社、科学研究機関との技術合弁および交流を推進している。数年内に操作システム及び応用プログラムの開発とコンピュータ応用ハイテクの開発及びサービス分野において世界の先進水準に到達し、世界市場での地位を占めることを当面の目標としている。パーソナルコンピュータ向けのソフトウェアを製造、販売している。中でも、囲碁ソフトや将棋ソフトは銀星シリーズとして日本国内で販売されるなど、その製品の品質が好評である。近年、ISO9001品質管理システムを導入した。
朝鮮コンピュータセンターでは、逓信省の検閲と管理のもとWWWへのアクセスが認められている部署があり、北朝鮮内で最も開放的な場所のひとつとなっている。
2004年よりウェブサイトの「ネナラ」を運営している。

## 研究開発センター
- 五徳山情報センター - 操作体系(OS)センター。朝鮮語版オペレーションシステムRed Star OS(朝鮮語: 붉은별, 赤星)の開発拠点である。
- 万景情報センター - コンピュータ網関連部門。全国的なイントラネット網である「光明網(朝鮮語: 광명망)」、国家保衛省イントラネット網である「盾(朝鮮語: 방패)」、朝鮮人民軍イントラネット網「金星(朝鮮語: 금별)」、国家保安省イントラネット網「赤い剣(朝鮮語: 붉은검)」などの各種イントラネット網の整備運用を行う。また、WWWへのアクセスが許可されている限定的な部署である。
- 御恩情報センター - 情報セキュリティ部門。各機関のイントラネット網のセキュリティシステムと、セキュリティプログラムの開発拠点である。
- 三日浦情報センター - 事務経理管理部門。総合オフィスプログラム「我等」、文字入力プログラム「木蘭」、「ひとつ」、お絵かきプログラム「高麗ペン」などのプログラム開発拠点である。
- 清峰情報センター - 人工知能部門。工場などの生産拠点の自動化設備の開発拠点である。
- 小白水情報センター - 操縦信号制御処理部門。半導体制御装置の開発拠点である。
- 密営情報センター - 生体信号処理部門。半導体DNA、情報技術と医療機器を組み合わせた健康機器の開発拠点である。
- 三池淵情報センター - マルチメディア部門。ゲーム、マルチメディアプログラムの開発拠点である。

## 製品

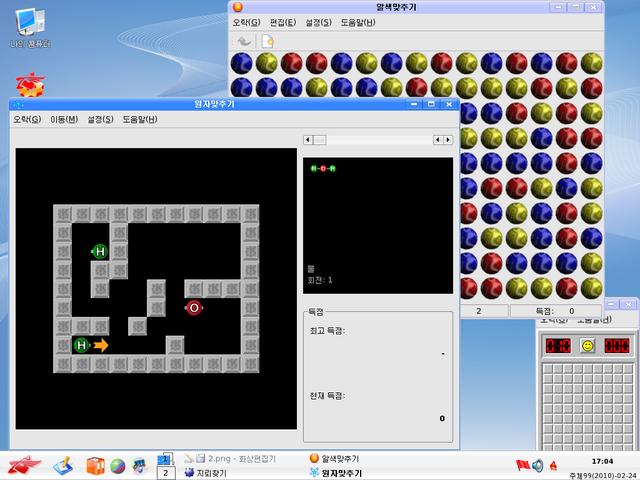
Red Star OS

- 《赤星》 (朝鮮語: 붉은별) - Red Star OS、Linuxベースの国産オペレーションシステム
- 《ELSB1.0》- リアルタイムLinuxシステム構成ツール
- 《我等》 (朝鮮語: 우리) - Red Star OS向けの総合オフィスプログラム
- 《木蘭》 (朝鮮語: 목란) - 文化語文字入力プログラム
- 《高麗ペン》 (朝鮮語: 고려펜) - 直結式お絵かき入力プログラム
- 《WINK》 - 朝鮮語入力プログラム
- 《三興》 (朝鮮語: 삼흥) - 朝鮮語大辞典プログラム
- 《三日浦》 (朝鮮語: 삼일포) - 朝鮮の歌大全集
- 《ハナ21》 (朝鮮語: 하나21) - 電子手帳機器PDA
- 《ハナ》 (朝鮮語: 하나) - 多言語文字入力プログラム
- 《柳京將棋》 (朝鮮語: 류경장기) - チャンギのプログラム
- 《銀星囲碁》 (朝鮮語: 은별바둑) - コンピュータ囲碁のプログラム
- 《銀星将棋》 (朝鮮語: 은별장기) - コンピュータ将棋のプログラム
- 《銀の鈴》 (朝鮮語: 은방울) - 音楽作曲プログラム。鈴という意味をもつ(朝鮮語: 방울)は音符の符頭をイメージしている。
- 《朝鮮料理》 (朝鮮語: 조선료리) - 朝鮮料理学習プログラム
- 《ネナラ》 (朝鮮語: 내나라) - 朝鮮語入力支援プログラム。ウェブサイトと同名であるが別物である。
- 《三千里》 (朝鮮語: 삼천리) - 朝鮮語フォントインストールプログラム。フォントは約300種類。